# Kamieniec (Przesławice)
Kamieniec – część wsi Przesławice w Polsce położona w województwie małopolskim, w powiecie miechowskim, w gminie Miechów.
W latach 1975–1998 Kamieniec należał administracyjnie do województwa kieleckiego, sąsiadując z województwem krakowskim.